# 하이 (축구 선수)
하이 소자 비에이라 지 올리베이라(포르투갈어: Raí Souza Vieira de Oliveira, 1965년 5월 15일 ~ )는 흔히 하이(Raí)라는 이름으로 알려져 있는 브라질의 전 축구 선수로, 포지션은 공격형 미드필더였다. 브라질의 전 축구 선수 소크라치스와 형제 관계이다.
1987년부터 1998년까지 브라질 국가대표팀의 일원으로 뛰었으며 1987년 코파 아메리카에 출전하기도 했고, 1994년 FIFA 월드컵에 출전해 1골을 넣는 등 팀의 우승에 기여하기도 했다.

## 수상

#### 상파울루
- 브라질 전국 리그 : 1991
- 파울리스타 주립 리그 : 1987, 1989, 1991, 1992, 1998, 2000
- 코파 리베르타도레스 : 1992, 1993
- 인터컨티넨탈컵 : 1992

#### 파리 생제르맹
- 디비시옹 1 : 1993-94
- 쿠프 드 프랑스 : 1994–95, 1997–98
- 쿠프 드 라 리그 : 1994–95, 1997–98
- 트로페 데 샹피옹 : 1995
- UEFA컵 위너스컵 : 1995-96

#### 브라질
- FIFA 월드컵 : 1994

### 개인
- 볼라 지 프라타 : 1989
- 남아메리카 올해의 선수 : 1992
- 남아메리카 올해의 팀 : 1992
- ESM 올해의 팀 : 1995-96
- 라우레우스 어워드 : 2012
- 레지옹 도뇌르 : 2013
- 파리 낭테르 대학 명예 학위 : 2019